# Classe Seawolf
La classe Seawolf de l'United States Navy, conçue par la société américaine General Dynamics Electric Boat Division, est une classe de sous-marin nucléaire d'attaque, construite à seulement trois exemplaires, plus rapide, mieux armée et plus silencieuse que la classe Los Angeles.

## Historique
Durant les années 1980, pendant la guerre froide, 29 sous-marins de ce type avaient été prévus pour supplanter technologiquement les sous-marins de la marine soviétique, maintenant disparue.
Mais l'administration américaine de George H. W. Bush a décidé d'arrêter le programme après la seconde unité, alors que le SSN 23 avait été accordé au budget 1992, en raison du coût très élevé de ces bâtiments et de la disparition de la menace soviétique.
L'administration Clinton a souhaité rétablir le SSN 23 fin 1993 et la décision de le construire fut prise en octobre 1995 pour remplacer l'USS Parche (SSN-683) destiné aux opérations spéciales.
La classe Seawolf a été abandonnée au profit de la classe Virginia, plus proche de la classe Los Angeles. Cette technologie s'est avérée trop avancée. Les États-Unis ne disposent à l'heure actuelle[Quand ?] d'aucun ennemi justifiant la poursuite de l'industrialisation de telles machines.
En 2012, on prévoit le retrait des trois Seawolf entre 2029 et 2037.

## Caractéristiques

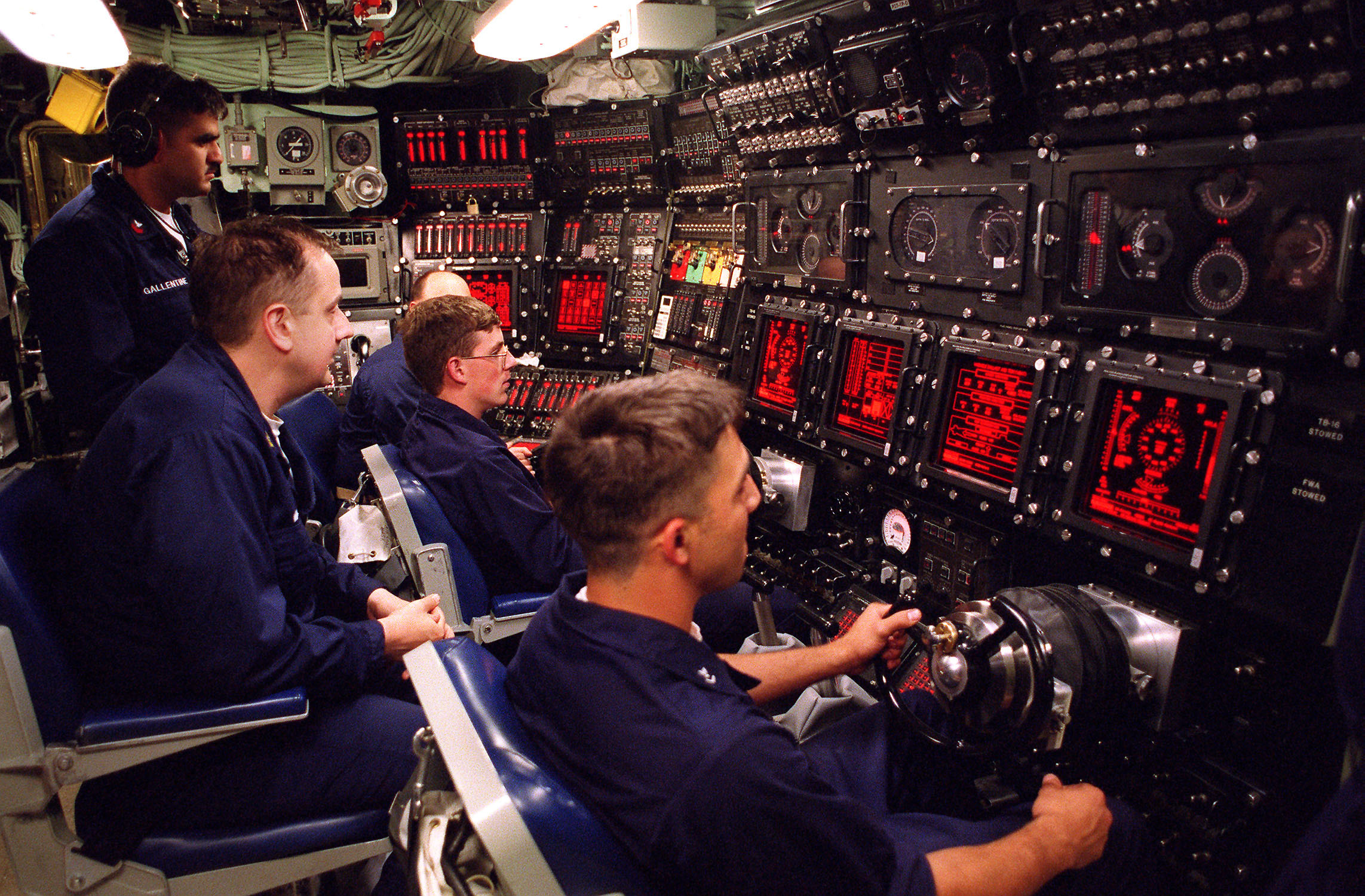
Passerelle de commande du SSN-21.

La classe Seawolf s'impose comme le sous-marin nucléaire d'attaque le plus performant qui soit. Les anglo-saxons l'ont classé directement dans la catégorie Hunter-Killer. Fort de ses huit tubes lance-torpilles de 660 mm, le SSN 21 Seawolf se targue d'être le seul sous-marin au monde pouvant transporter cinquante engins, tels que les torpilles Mk-48 ADCAP, les missiles AGM-84 Harpoon anti navires ou bien encore les dernières versions du Tomahawk capables d'être tirées tant sur des navires que sur des cibles à terre.
Un système nommé TAINS (Tercom Aided Inertial Navigation System) guide les missiles Tomahawk tirés sur des cibles terrestres à une vitesse subsonique (800 km/h) à une altitude variant entre 20 et 100 mètres (pour éviter la détection radar) jusqu'à 2 500 km de son point de tir.
La propulsion du Seawolf est assurée par deux turbines lui fournissant une puissance de plus de 45 000 ch. Le système de pompe-hélice (Pump-Jet) assure une allure parfaitement silencieuse au Seawolf jusqu'à la vitesse de 20 nœuds. Les essais acoustiques du Seawolf ont démontré qu'il était plus silencieux à une allure de 20 nœuds qu'un Los Angeles lancé à une vitesse de 15 nœuds.
La coque en acier HY 100 permet de plonger à 600 mètres. Elle a été préférée au titane en raison de son coût moins élevé. Les barres de plongée sont escamotables pour réduire la traînée et faciliter la tenue en surface à travers la banquise. Leur durée de vie prévue est de quarante ans.

## Un sous-marin pour la guerre secrète

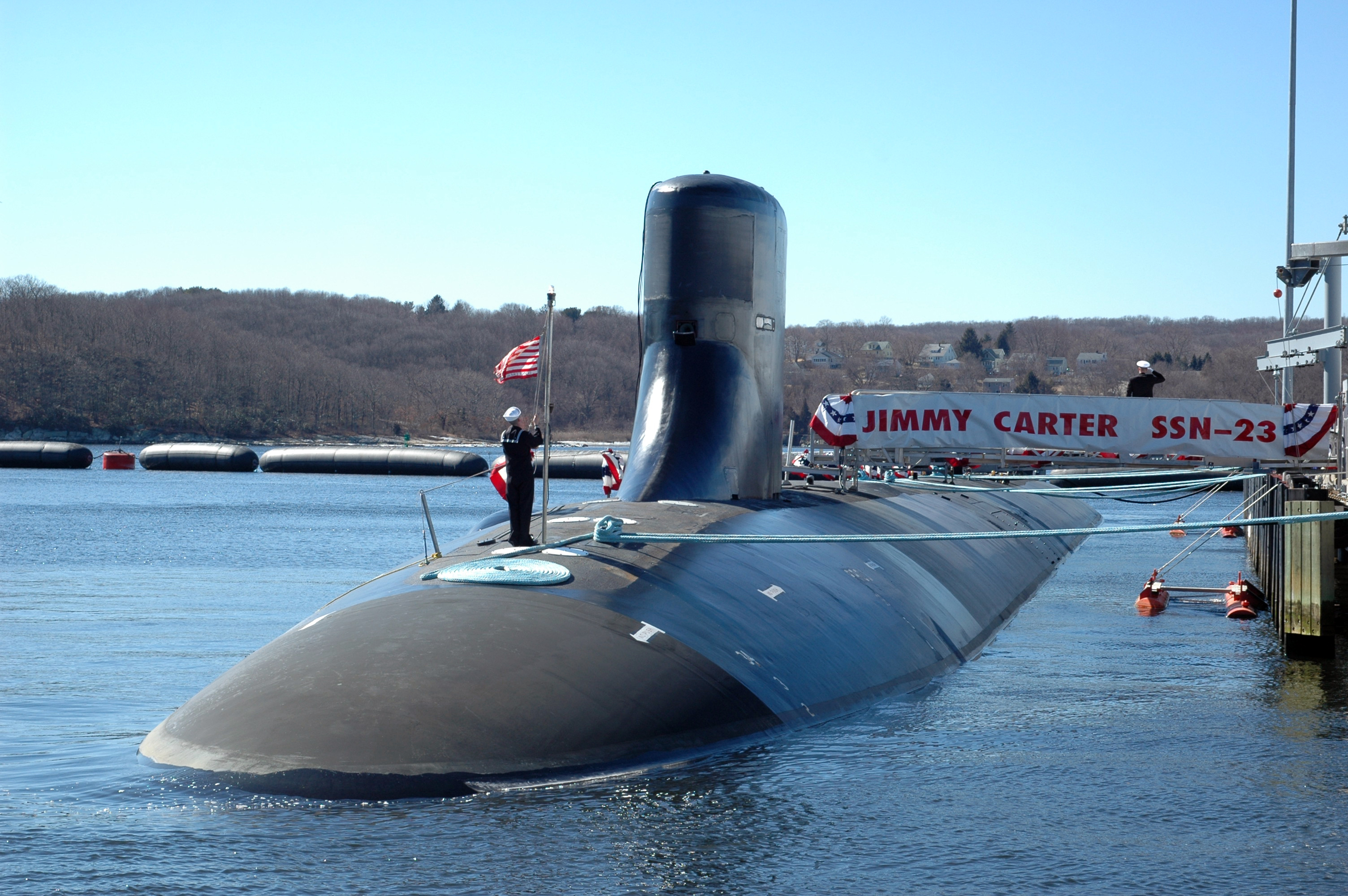
Le USS Jimmy Carter (SSN-23).

Le Jimmy Carter (SSN-23), baptisé en l'honneur de l'ancien président des États-Unis Jimmy Carter qui avait servi dans la Navy comme ingénieur de l'armement spécialisé dans le système de propulsion nucléaire des sous-marins, a été plus spécifiquement conçu pour effectuer des missions SIGINT et de transport de forces spéciales. Pour cela, il a été allongé de trente mètres et dispose d'un sas d'un mètre cinquante de diamètre. Il mesure 138,10 mètres de longueur et a un déplacement de 11 650 tonnes (9 960 lège). Il peut embarquer cinquante commandos SEAL et un engin sous-marin.
Il est entré en service en février 2005 avec un retard de plus de dix-huit mois sur les prévisions.

## Liste des bateaux
En 2008, les trois bateaux de cette classe sont regroupés sur la même base navale
- USS Seawolf (SSN-21), Naval Base Kitsap, Péninsule de Kitsap, Washington (Pacifique).
- USS Connecticut (SSN-22)
- USS Jimmy Carter (SSN-23)